# La Bigottière
La Bigottière ist eine französische Gemeinde mit 490 Einwohnern (Stand: 1. Januar 2022) im Département Mayenne in der Region Pays de la Loire; sie gehört zum Arrondissement Mayenne und zum Kanton Ernée. Die Einwohner heißen Bigottins.

## Geographie
La Bigottière liegt etwa 16 Kilometer nördlich von Laval. Umgeben wird La Bigottière von den Nachbargemeinden Placé im Norden, Alexain im Osten, Saint-Germain-d’Anxure im Osten und Südosten, Andouillé im Süden, Saint-Germain-le-Guillaume im Westen sowie Chailland im Westen und Nordwesten.

## Bevölkerungsentwicklung
| Jahr                       | 1962 | 1968 | 1975 | 1982 | 1990 | 1999 | 2006 | 2019 |
| Einwohner                  | 461  | 407  | 383  | 342  | 349  | 331  | 383  | 496  |
| Quellen: Cassini und INSEE |      |      |      |      |      |      |      |      |

## Sehenswürdigkeiten
- Der Menhir Faix du Diable steht in La Bigottière
- Kirche Saint-Martin aus dem 19. Jahrhundert